# Москвина, Татьяна Владимировна
Татья́на Влади́мировна Москвина́ (2 ноября 1958, Ленинград — 25 июля 2022, Санкт-Петербург) — российская писательница, театральный и кинокритик, публицистка, актриса, одна из создателей объединения журналистов «Петербургская линия». Главный редактор журнала «Время культуры. Петербург».

## Биография
Родилась 2 ноября 1958 года в Ленинграде. В 1982 году окончила театроведческий факультет ЛГИТМиКа (мастерская Е. С. Калмановского).
C 1986 по 2000 год работала научным сотрудником Научно-исследовательского отдела ЛГИТМиКа (ныне — Российский институт истории искусств).
С 2006 года по момент смерти занимала должность заведующей отделом культуры газеты «Аргументы недели». Являлась членом Союза писателей Санкт-Петербурга и Союза кинематографистов России.
Скончалась 25 июля 2022 года в Санкт-Петербурге.

## Деятельность
Публиковалась в научных сборниках ЛГИТМиКа;
- в журналах: «Искусство кино», «Сеанс», «Петербургский театральный журнал», «Театр», «Театральная жизнь», «Аврора», «Столица», «Искусство Ленинграда» и др.;
- в газетах: «Московские новости», «Час Пик», «Русский телеграф» и др.

Ведущая телепрограмм: «Артэкспресс», «Спешите видеть» (РТР-Петербург, 2000—2003), «А смысл?» (СТО, Санкт-Петербург, 2004—2005).
Ведущая радиопрограмм: «Русские сказки», «Главный вопрос», «Особое мнение» («Эхо Москвы» в Санкт-Петербурге, 2000—2004)
С 1999 по 2011 годы вела свою колонку в ежемесячном петербургском журнале «Pulse».
C 2006 года — заведующая отделом культуры газеты «Аргументы недели». С 2008 — обозреватель «Радио России — Культура») — программа «Москвинские новости».
Автор пьес «Хорошая жизнь и прекрасная смерть господина Д.» (Театр, 2003, № 3); «Па-де-де» (Современная драматургия, 2004, июнь), «Одна женщина», «Рождение богов» (см. Москвина Т, Носов С. Истории. СПб, Лимбус-пресс, 2005), «Проклятая любовь» («Жар-книга», СПб, Лимбус -пресс, 2012) и др.

## Книги
- «Похвала плохому шоколаду» (СПб, «Лимбус-пресс», 2002)
- «Смерть это все мужчины» (СПб, «Амфора», 2004)
- «Люблю и ненавижу» (СПб, Амфора, 2005)
- «Всем стоять» (СПб, Амфора, 2006)
- «Энциклопедия русской жизни» (СПб, Амфора, 2007)
- «Она что-то знала» (СПб, Амфора, 2007)
- «Вред любви очевиден» (СПб, Лимбус-пресс, 2006)
- «Ничего себе Россия» (СПб, Лимбус-пресс, 2008)
- Истории (совместно с С. Носовым, СПб, Лимбус-пресс, 2005)
- «Женская тетрадь», «Мужская тетрадь», «Общая тетрадь» (все — М,, Астрель, 2009)
- «Страус-птица русская» (М. Астрель, 2010)
- «Позор и чистота» (М, Астрель, 2010)
- «В спорах о России: А. Н. Островский» (СПб, Лимбус-пресс, 2010)
- «Жар-книга» (СПб, Лимбус — пресс, 2012)
- «Жизнь советской девушки» (М, АСТ, 2014)
- «Культурный разговор» (М., АСТ, 2016)
- «Жена лейтенанта Коломбо» (СПб, Лимбус-пресс, 2018)
- «Бабаза ру» (М., АСТ, 2020)

## Фильмография
- 2000: Дневник его жены — Соня
- 1996: Мания Жизели — медсестра, либреттист

## Личная жизнь
Муж (с 1988 года) коллега Сергей Шолохов.
Сын — Всеволод Москвин (род. 1981) — лидер группы «Глом!».
Сын — Николай Сергеевич Шолохов (род. 1990).

## Призы и награды
- Премия «Золотое перо Санкт-Петербурга» лучшему журналисту года (2000, за статьи в периодических изданиях).
- Премия «Золотое перо Санкт-Петербурга» лучшему журналисту года (2003, за радиопередачи).